# Tethionea brevicollis
Tethionea brevicollis är en skalbaggsart som beskrevs av J. Linsley Gressitt 1951. Tethionea brevicollis ingår i släktet Tethionea och familjen långhorningar. Inga underarter finns listade i Catalogue of Life.